# 7752
7752 è un album della cantautrice italiana Chiara Civello, pubblicato il 20 giugno 2010 dall'etichetta discografica Universal.
L'album è stato ristampato nel 2011 in edizione deluxe, con una nuova copertina e contenente dodici tracce.
L'edizione brasiliana contiene una traccia in più chiamata Simplesmente Aconteceu (Chiara Civello/Dudu Falcão), cantata in portoghese e prodotta da Alê Siqueira.
Il disco contiene collaborazioni con Rocco Papaleo, Ana Carolina, Jacques Morelenbaum, Stefano Bollani e Diana Tejera.

## Tracce
1. 8 storie
2. My Somewhere to Go
3. I Didn't Want
4. Dimmi perché
5. Un uomo che non sa dire addio
6. One More Thing
7. Sofà
8. Resta (con Ana Carolina)
9. I'm Your Love
10. Non avevo capito niente

## Tracce (edizione 2011)
1. Tre
2. Un uomo che non sa dire addio
3. Resta (con Ana Carolina)
4. Non avevo capito niente (con Jacques Morelenbaum)
5. I'm Your Love
6. Conchiglie
7. Dimmi perché
8. One More Thing
9. Il mondo / Io che amo solo te - Medley
10. Sofà
11. I Didn't Want
12. Resta (live con Stefano Bollani)

## Formazione
- Chiara Civello - voce
- Gene Lake - batteria
- Ana Carolina - chitarra acustica
- Raymond Angry - tastiera
- Mauro Refosco - percussioni
- Jonathan Maron - batteria
- Andres Levin - tastiera, programmazione
- Mark Ribot - chitarra elettrica
- Anat Cohen - clarinetto, sax

## Classifiche
| Paese  | Posizione massima |
| ------ | ----------------- |
| Italia | 51                |